# Gerhard Thiele
Gerhard Paul Julius Thiele (Heidenheim, 2 de setembro de 1953) é um astronauta alemão.
Na juventude, Thiele serviu na marinha alemã como voluntário para serviço em barcos de patrulha durante quatro anos e, em 1976, começou a estudar física nas universidades de Munique e Heidelberg. Fez seu doutorado na Universidade de Heidelberg e, em 1987, completou seu pós-doutorado na Universidade de Princeton, nos Estados Unidos, onde pesquisou sobre a circulação oceânica e sua influência no clima.
Selecionado para o grupo de astronautas da Alemanha, começou o treinamento na Agência Espacial Europeia e em 1990 passou a fazer parte da equipe de apoio do laboratório espacial alemão que foi ao espaço na missão STS-55 da nave Columbia, em abril de 1993.
Em 1996, Thierle foi selecionado para treinamento na NASA como especialista de missão, indo ao espaço pela primeira e única vez no ano 2000, na STS-99 Endeavour, quando foi colocado em órbita o radar topográfico do ônibus espacial.
Em 2003 treinou como astronauta-reserva do neerlandês André Kuipers para a missão da Soyuz TMA-3. Entre 2005 e 2010, Thiele foi nomeado líder da divisão de astronautas do European Astronaut Centre (EAC).